# Мзы
Мзы — Деревня в Угранском районе Смоленской области России. Входит в состав Мытишинского сельского поселения. 
Население — 0 жителей (2007 год). 
Расположена в юго-восточной части области в 22 км к северо-западу от Угры, в 22 км северо-западнее автодороги Знаменка-Спас-Деменск, на берегу реки Гордота. В 22 км восточнее от деревни находится железнодорожная станция Дебрянский на линии Торжок-Брянск. 

## История
Деревня начиналась с хутора, отсюда её название: мыза - «хутор».
В годы Великой Отечественной войны деревня была оккупирована гитлеровскими войсками в октябре 1941 года, освобождена в марте 1943 года.